# Битва при Кагулі
Битва при Кагулі — одна з основних битв російсько-турецької війни 1768—1774 років. Відбулася 1 серпня 1770 року на річці Кагул, на півдні сучасної Молдови.

## Передумови
Після поразки в битві при Ларзі великий візир Халіль-паша скликав військову раду, на якій запропонував переправити військо через Дунай та атакувати російську армію. Ця пропозиція була схвалена.
Російська армія, очікуючи прибуття обозу з провіантом, не могла протидіяти туркам, що дало змогу з'єднатись турецько-татарським військам Каплан II Ґерая та армії великого візира.
Турецькі війська (за перебільшеними даними, 50 тис. піхоти 100 тис. кінноти, 130—180 гармат, крім того, близько 80 тис. кримських татар) розташувались в укріпленому таборі на схід від Вулканешти, готуючись завдати удару по фронту 1-ї російської армії (38 тис., 149 гармат). Кримським татарам, які знаходились поблизу озера Ялпуг, ставилось завдання атакувати російську армію з тилу.
Незважаючи на чисельну перевагу противника, Рум'янцев-Задунайський вирішив його випередити та дати бій. Задум Румянцева полягав у тому, щоб, прикрившись 11-тисячним загоном від татар з тилу, концентричними ударами головних сил (27 тис. піхоти, 6 тис. кінноти, 118 гармат) розгромити армію Халіль-паші.

## Хід битви

Карта битви під Кагулом

В ніч на 21 липня (1 серпня) російські війська п'ятьма колонами вийшли з табору Гречани (Гризешти). Для бою групи були вишикувані в дивізійні каре. Кіннота розташовувалась між каре та позаду них. Кожне каре отримало бойове завдання та самостійний напрям для дій. Удар по лівому флангу завдали каре Ф. В. Баура та П. Г. Племянникова, з фронту — каре П. І. Оліца. Всього проти лівого флангу було зосереджено дві третини сил. Важка кіннота (3 500 шабель під командуванням П. С. Салтикова та В. В. Долгорукова) й артилерія (бригада П. І. Меліссіно) знаходились у резерві. Такий розосереджений бойовий порядок російської армії забезпечував виконання задуму Румянцева та відбиття контратак багатотисячної турецької кінноти.
В ході висування російські війська (з 6 до 8 години ранку) були атаковані турецькою кіннотою. Успішно відбивши атаки противника та ліквідувавши прорив ворожої кінноти в тил каре А. Я. Брюса, російські війська підійшли до турецького табору.
Під час атаки каре Племянникова 10-тисячний загін яничарів контратакував росіян, увірвався в каре та порушив його стрій. Румянцев ввів у бій артилерію Меліссіно, а з резерву дивізії Оліца — 1-й гренадерський полк. Артилерія зустріла противника картеччю. Атакою 1-го гренадерського полку, резервної кінноти, а потім і каре Племянникова, яке зуміло оговтатись, контрнаступ яничарів було відбито, і противник був відкинутий на вихідні позиції.
Далі пішла загальна атака росіянами укріпленого табору противника. Близько 10-ї години турки, не витримавши натиску, панічно кинулись тікати. Війська кримських татар не наважились взяти участь у битві та відійшли до Аккерману. Баур переслідував армію Халіль-паші. 23 липня (3 серпня) російські війська наздогнали її біля Карталу під час переправи через Дунай. Тут вони завдали ще однієї поразки туркам.

## Підсумки битви та втрати
Втрати російського війська становили:
- 353 вбитих (в тому числі 3 офіцери)
- 556 поранених (в тому числі 18 офіцерів)
- 11 зниклих безвісти
- 1 травмований (гарматою відчавило ногу)
- Загалом — 921 особа

Втрати османського війська становили:
- 3000 вбитих,
- 2000 полонених.
- 140 гармат (в тому числі 17 мортир, 24 фальконета)
- 50 знамен
- 2 бунчуки
- 2 значки
- обоз з казною
- Загалом — 5000 осіб

Втрати османського війська під час переслідування 22-26 липня та взяття Ізмаїлу 26 липня:
- 5000 вбитих та втоплених
- 2285 полонених
- Загалом — 7285 осіб, 65 гармат, 6 знамен

## Наслідки
В битві виявилась основна особливість російсько-турецької війни — кількісна перевага турків над російськими військами, головним чином за рахунок легкої кавалерії нерегулярного типу. Основною формою бойового порядку російських військ було каре — чотирикутне шикування, в якому піхота могла вести бойові дії навіть під час повного оточення і відбивати таким чином атаки кінноти.
Російська армія, що налічувала не більше 32 тисяч осіб та 118 гармат, ущент розгромила османську армію, яка складалась з 150 тисяч вояків та 140 гармат.